# Шантрель (коммуна)
Шантре́ль (фр. Chanterelle, окс. Chantarela) — коммуна во Франции, находится в регионе Овернь. Департамент — Канталь. Входит в состав кантона Конда. Округ коммуны — Сен-Флур.
Код INSEE коммуны — 15040.
Коммуна расположена приблизительно в 390 км к югу от Парижа, в 50 км юго-западнее Клермон-Феррана, в 60 км к северо-востоку от Орийака.

## Население
Население коммуны на 2008 год составляло 139 человек.
| 1962 | 1968 | 1975 | 1982 | 1990 | 1999 | 2008 |
| ---- | ---- | ---- | ---- | ---- | ---- | ---- |
| 271  | 307  | 227  | 161  | 165  | 150  | 139  |

## Экономика

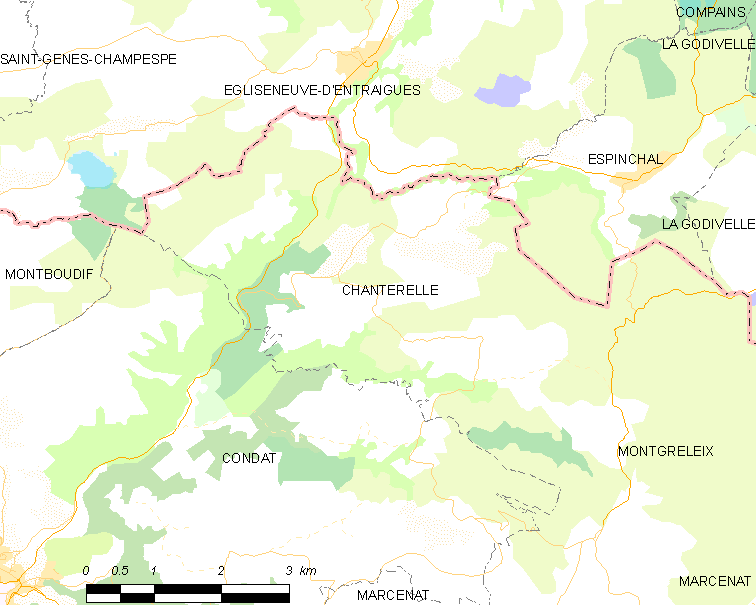
Карта коммуны

В 2007 году среди 95 человек в трудоспособном возрасте (15—64 лет) 71 были экономически активными, 24 — неактивными (показатель активности — 74,7 %, в 1999 году было 77,9 %). Из 71 активных работали 66 человек (40 мужчин и 26 женщин), безработных было 5 (3 мужчин и 2 женщины). Среди 24 неактивных 4 человека были учениками или студентами, 14 — пенсионерами, 6 были неактивными по другим причинам.